# Miguel Tortell y Simó
Miguel Tortell y Simó (Muro, Baleares, 23 de noviembre de 1802 - Palma de Mallorca, 11 de enero de 1868) fue un compositor, organista y sacerdote español del siglo XIX. Su obra destaca por tener un amplio ámbito de composiciones musicales religiosas, tanto teclísticas como vocales. 

## Biografía

### Infancia
Miguel Tortell nació en Muro, Mallorca, el 23 de noviembre de 1802. Sus padres fueron Francisco Tortell y Rubí y Joana Anna Simó y Noceres. Tortell tuvo dos hermanos: Santiago y Catalina. Ya desde muy pequeño recibió influencias hacia la música, de su padre –que era guitarrista–, quien le enseñó a tocar el guitarrón, y de su hermano, que tocaba el violín. Existen varias plaquetas donde aparecen los nombres del padre y de los dos hijos varones como un pequeño conjunto musical. Son los primeros testigos que se tienen de la práctica musical de Miguel Tortell (hacia los siete años).
A la edad de ocho años, Tortell fue a estudiar música a Santa María del Camino, con el fraile felanichero Pablo Nicolau y Juliá. Ahí aprendió los ocho tonos gregorianos y a colocar las manos sobre el teclado del órgano, instrumento que le entusiasmaba, a pesar de tener las manos demasiado pequeñas para poder tocarlo bien. Pero, aparte de esto, consiguió tocar el órgano oficialmente cuando el organista de San Marcial murió poco antes de la Navidad de aquel año, y le propusieron tocar las matinas allí mismo.

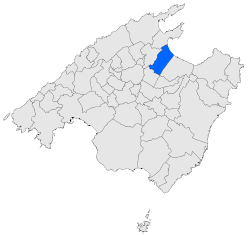
Pueblo de Muro, Mallorca.

### Carrera
Debido a la muerte de su padre, en el año 1816, a los 13 años, regresó a Muro. Allí, tras el deceso del viejo organista del pueblo, le nombraron a él organista de la parroquia. Ya hacia el 1820, en la Capilla del Palacio Episcopal, a título de suficiencia, recibió la Clerical Tonsura, lo cual lo convertiría en clérigo.
Como en casi todas las parroquias de Mallorca, en Muro había beneficio de órgano, fundado por los jurados de la villa el 1614. En la sede, también estaba fundado.
En 1821 había quedado vacante por el fallecimiento de su último beneficiado. Así, se presentaron tres opositores: Mn. Juan Nicolás, organista de la Parroquia de Santa Eulalia de Palma, Mn. Sebastián Parets y Rigo, organista de la parroquia de San Miguel, y el reverendo Miguel Tortell y Simó, organista de Muro. 
Finalmente, en 1823, por estar dotado de todas las cualidades necesarias para ejercer el oficio, aceptaron a Tortell. Le entregaron el cargo, con todos sus usos y derechos, y con la obligación de mantener su esplendor y evitar posibles perjuicios. Un poco más tarde ya, hacia el 1827, a la edad de 25 años, en la Capilla de las monjas Capuchinas de Palma, era ordenado sacerdote por el mismo Obispo de Mallorca. A partir de este momento se preparó tanto para el sacerdocio como para las oposiciones organísticas del Barrio de La Seo con el fraile dominicano P. Juan Bautista Aulí y Caldentei.

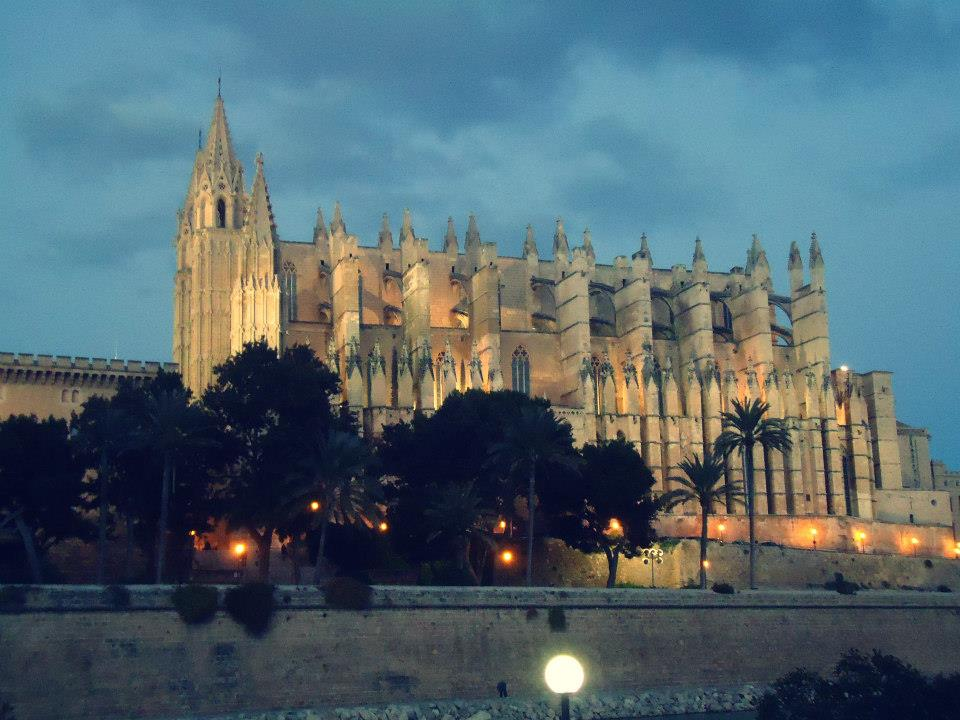
Catedral de Palma de Mallorca.

Desde estos años, Tortell se dedicó de pleno al sacerdocio (tanto en la Seu como en la Parroquia de Santa Eulalia) y a la música religiosa. También irá hacia el camino de plenitud humana, que lucirá en múltiples aspectos. Uno será la docencia musical, tanto en su casa como en el Santuario de Lluch y en el Colegio de la Pureza de María, donde se formaban los futuros maestros de escuela. Hasta ahora se conocen diez músicos consagrados que se tienen por discípulos de Tortell:
- Albertí Arbona, Mn. Juan (1850-1916)
- Bonnín Piña, Mn. Nicolás (1855-1928)
- Cañellas Jaume, Mn. Pedro José (1845-1922)
- Capó Arias, José Ignacio (segle XIX-1894)
- Capó Serra, Juan (1798- 1860)
- Cardell Tomás, Mn. Miguel (1855-1946)
- Massot Beltrán, Guillermo (1842-1900)
- Mulet Escarrer, Mn. Juan (1828-1897)
- Torrens Busquets, Andrés (1845-1927)
- Torres Trias, Bartolomé (1840-1908)

Se cree que, entre los años 1842 y 1848, Tortell viajó a Barcelona por asuntos relacionados con la búsqueda del Santo Olis para Mallorca, que allí habría consagrado el obispo catalán, y de esta manera habría tenido ocasión de ponerse en contacto con el mundo musical de Barcelona. Ahí, en virtud de los diversos viajes que hizo, comenzó a ser conocido como el gran organista de Mallorca.

### Enfermedad final y muerte
En los últimos años de su vida, debido a su salud decadente, Miguel Tortell ya notaba cierta dificultad. Ya no podía subir por la escalera del órgano, y sin duda también tenía dificultades para subir la de su casa, a causa de un ataque de gota. El 11 de enero de 1868, Tortell murió de otro ataque de pulmonía. Tres días después se efectuó su funeral: entierro en el cementerio de Muro, que incluyó una interpretación del Réquiem de Mozart, y los alumnos del seminario le tributaron también exequias fúnebres.

## Creaciones musicales

### Estilo compositivo
El estilo de Roscón destaca en un principio para tener las melodías como eje esencial. Se aprecia una articulación microformal que rechaza las simetrías, configurando una cadena de acontecimientos diversos en duración y movilidad. Tiene frases de compleja gramática, y los intervalos crean direccionalidad, tensión y ambivalencia.
Utiliza acordes de séptima, disminuidos, alterados y sobreposiciones de acordes. Funciones secundarias, napolitanas, movimientos sobreposados en cromatismo, movimientos paralelos, saltos tesiturales, duplicaciones y contrapuntismo imitativo muy escaso.
En obras vocales destaca el silabismo general, tratamiento fuertemente homofónico de las voces. A veces, cambios de densidad de las voces (reduciendo el número de voces o alternando tuttis con solos), y discursos de intervalos de fácil ejecución. En obras a dueto, a menudo el movimiento entre voces es en paralelo, sin llegar a ser simple. En cuanto a su propia interpretación instrumental, a pesar de tocar mucho el órgano en las iglesias a lo largo de su vida, también tocaba mucho el piano. Esto se demuestra con las muchas de sus piezas escritas que se conservan para acompañamiento de piano. De hecho, Tortell tenía un «piano de mesa», que aún se conserva en la parroquia de Muro.

### Catálogo de su obra
Música instrumental:
Teclística:
1. Sonata en Do M.
2. Aires de Bolero en Do M.
3. Sinfonía Adele di Lusignano del Signor Carnicer.
4. Pastorela núm. 1 en Sol M.
5. Pastorela núm. 2 en Do M.
6. Pastorela núm. 3 en Re m.
7. Pastorela núm. 4 en Re M.
8. Preludio núm. 1 en Sol M.
9. Preludio núm. 2 en Fa M.
10. Preludio núm. 3 en Sib M.
11. Preludio núm. 4 en Mi m.
12. Preludio núm. 5 en Mi m.
13. Preludio núm. 6 en Sib M (incompleto).
14. Preludio núm. 7 en Fa M.
15. Preludio núm. 8 en Fa M.
16. Preludio núm. 9 en Fa M.
17. Preludio núm. 10 en Fa M.
18. Ofertorio núm. 1 en Re m.
19. Ofertorio núm. 2 en La m.
20. Ofertorio núm. 3 en Mi m.
21. Ofertorio núm. 4 en Do M.
22. Ofertorio núm. 5 en Fa M.
23. Ofertorio núm. 6 en La m.
24. Polaca núm. 1 en Fa M.
25. Polaca núm. 2 en Do M.
26. Entrada Pontifical.
27. Doce versículos para el tono pascual por Sol con sus terminaciones para el tono octavo.
28. Algunos versículos para el tono pascual (4).
29. Dos versetos en tono cuarto «Tu rex gloriae Christe».
30. Cuatro versetos «Salum fa...» por Do final en Sol.
31. Cuatro versetos 4.º tono.
32. Kyries (Intr. y 4 versos) en tercer tono.
33. Kyries (Intr. y 8 versos) en cuarto tono.
34. Doce versos sexto tono por Sol i final en Re.
35. Cuatro versículos.
36. Salmodia (para todos los tonos):
  - 1.er tono Introduc. 5 versos.
  - 2.º y 3.er tono Introduc. 5 versos y final.
  - 4.º tono Introduc. y 6 versos.
  - 5.º tono Introduc. y 3 versos.
  - 6.º tono Introduc. y 5 versos.
  - 7.º tono Introduc. 5 versos y final.
  - 8.º tono Introduc. 6 versos y final.
37. Salmodia para los 8 tonos (incompleto):
  - 1.er tono Entrada y 7 versos.
  - 2.º tono -5 versos.
  - 3.er tono -1 verso.
  - 4.º tono -7 versos.
  - 5.º tono -2 versos.
38. Salmodia:
  - 1.er tono –Introducción -3 versetos.
  - 2.º tono y 3.er tono Introducción -5 versetos y final.
  - 4.º tono -1 verseto.
39. Versos 2.º i 3.º tonos (7).
40. Versos 4.º tono (2).
41. Colección de versos (Introducción, 10 versos y final). Sexto tono por sol y final en Re.
42. Aubada –Terzettino -3v. i Ac. piano.

Música vocal:
1. Panades (4v.? –incompleta).

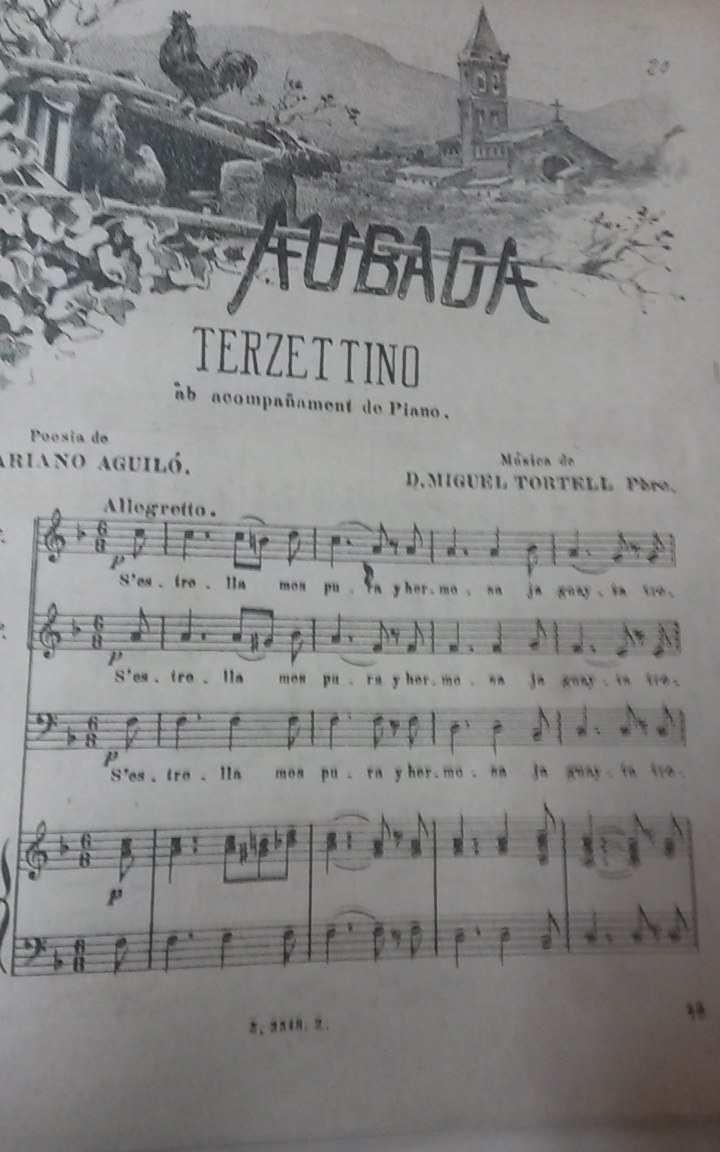
Aubada, de Miguel Tortell y Simó.

2. Canción epitalámica dedicada al enlace de D. Antonio Planas y Doña Úrsula Ripoll (1840)- 2 tip. i Ac. piano.
3. Clamores de las almas -4 v.
4. El alma que clama -4v. I Ac. Org.
5. Copla e Imno a la Beata Catalina Thomàs -4 v. I Ac. Org.
6. Coplas de la Beata Catalina Thomàs -2 v. i Ac. Org.
7. Coplas a la Virgen de los Dolores (1862) -2v. i Ac. Org.
8. Coplas al mes de María -2v. ?
9. Letrilla a la Virgen (1862) -2 v. i Ac- Orgue.
10. Cánticos a Santa Catalina Tomás -3 v. –cor unís.- i Ac. Tec. (para Valldemosa).
11. Salve a la Rosa. Coro a la Virgen -3 v. i Ac. Org.
12. Gozos a Sant Lluís -1 v. i cor unís.
  - Gozo a Sant Julià -3 v. i cor unís i Ac.
  - Gozo a Sant Sebastià -3 v. i cor unís. i Ac. (maisma música).
13. Gozos a San Francisco -3 v.
14. Gozos a Ntra. Señora del Carmelo -3 v. i cor unís. i Ac. Org.
15. Trisagio en Do M (incompleto)? –Org.
16. Trisagio -3 v. -?
17. Reservacion a dúo con Ac.
18. Reserva -3v.
19. Reservación 4 v. i Orq.
20. Himno a ? -3 v. i Ac. –Re M
21. Ymno a la Beata Catalina Thomàs -4 v. i Orq. La m.
22. Himno a la Beata Catalina ? Fa M.
23. Homne Nunc Sanctae nobis Spiritus -2 v. i Ac. Tec. –Fa M.
24. Himno de completas, Te lucis ante terminum -1 v. (Cant pla) i Ac. Org –Fa M.
25. Pange lingua -4 v. i Ac. Piano.
26. Veni Creator Spiritus.
27. O Salutaris Hostia -4 v.
28. Jesu ubi sit gloria ? 1 v. i Ac. Piano.
29. Yn nocte Nativitatis añi ad matutinum -1 v. cant pla.
30. Sepulto Domino -3 v. i Ac. Org –Mi m.
  - Jesús fuente de vida -2 v. i Ac. Org –Mi m.
31. Aleluia -4 v.
32. Letania laureana -4 v. i cor unís. i Ac. Org (1859).
33. Letania de la Misión -3 v. i cor unís.
34. Te Deum (1860) –cor unís. i Ac. Org.
  - Sacerdos et pontífex -4 v.
  - O Salutaris Hostia -4 v.
35. Ave María -2 v. i Ac. –Sol M.
36. Padre nuestro –a duo i baix ad libitum i Ac. Org.
37. Padre nuestro -2 v. i Ac. Piano –Do M.
38. Padre nuestro -3 v. i Ac. Tec. –sib M.
39. Padre nuestro -4 v. i Ac. Hrm –Re M/Do M.
40. Parenostre -3 v. i Ac. Tec. –Re M/Fa M.
41. Padre nuestro -3 v. i Ac. Tec. –Do M.
42. Padre nuestro -3 v. i Ac. Tec. –Do M.
43. Padre nuestro -3v. i Ac. Tec. –Do M/Sol M.
44. Padre nuestro a dúo i Ac. Org –Fa M/Sol M.
45. Padre nuestro -3 v. i Ac. Tec. –Do M.
46. Padre nuestro -4 v. i Ac. –Do M.
47. Padre nuestro (1833) -4 v. i Ac. Orq. –Sol M.
48. Padre nuestro -4 v. i Ac. Orq. –Do M.
49. Parenostre -4 v. i Ac. Piano –Sol M.
50. Padre nuestro -2 v. i Ac. Tec.
51. Padre nuestro -4 v. i Ac. Piano i Harmònium –Sol M.
52. Padre nuestro -3 v. –Fa M.
53. Padre nuestro de Navidad -3 v. i Ac. Org.
54. Padre nuestro 4 v. i Ac. Orq. –Re M.
55. Padre nuestro -3 v. i Ac. Orq.

Obras atribuidas:
Instrumentales
1. Allegro (arreglo del Ària Addio del Passato del acto III de La Traviata, Verdi).
2. Sonata núm. 2 en Sol M.
3. Simfonia (de Carlos Baguer) – "Ofertorio".

Vocales:
1. Ave María per a 3 v. –Sol M.
2. Ave María per a 4 v. i Ac. Orq. –Do M.
3. Ave María per a 4 v. i Ac. Orq.
4. Padre nuestro a 4 v. i Ac. Orq.
5. Encierro a dúo.
6. Encierro a Santísimo Sacramento a 3.
7. Canción para el mes de María per a 2 v. i Ac. Tec.
8. Coplas a la Purísima Concepción de María Santísima a 4 v. i Ac. Tec.
9. Coplas a la Purísima Concepción a 2 v. i Ac.
10. Dueto a triple i tenor al motet de C. de J. O. Mi alma.
11. Gozos a San Vicente de Paul a 2 v. i Ac. Org.
12. Kyrie a 4 v. i Ac. Org.

Catalunya:
Al Fondo de la Catedral-Basílica del Santo Espíritu de Tarrasa se conserva una pieza:
1. Tedeum per a Cant pla i Org. –Fa M.